# Gilbert de Sempringham
Pour les articles homonymes, voir Gilbert.
Gilbert de Sempringham, (Sempringham entre 1083 et 1089 - Sempringham 4 février 1189), est le saint fondateur de l'ordre des moines gilbertins en Angleterre, plus tard connu sous le nom d'ordre de Saint-Gilbert. 

## Biographie

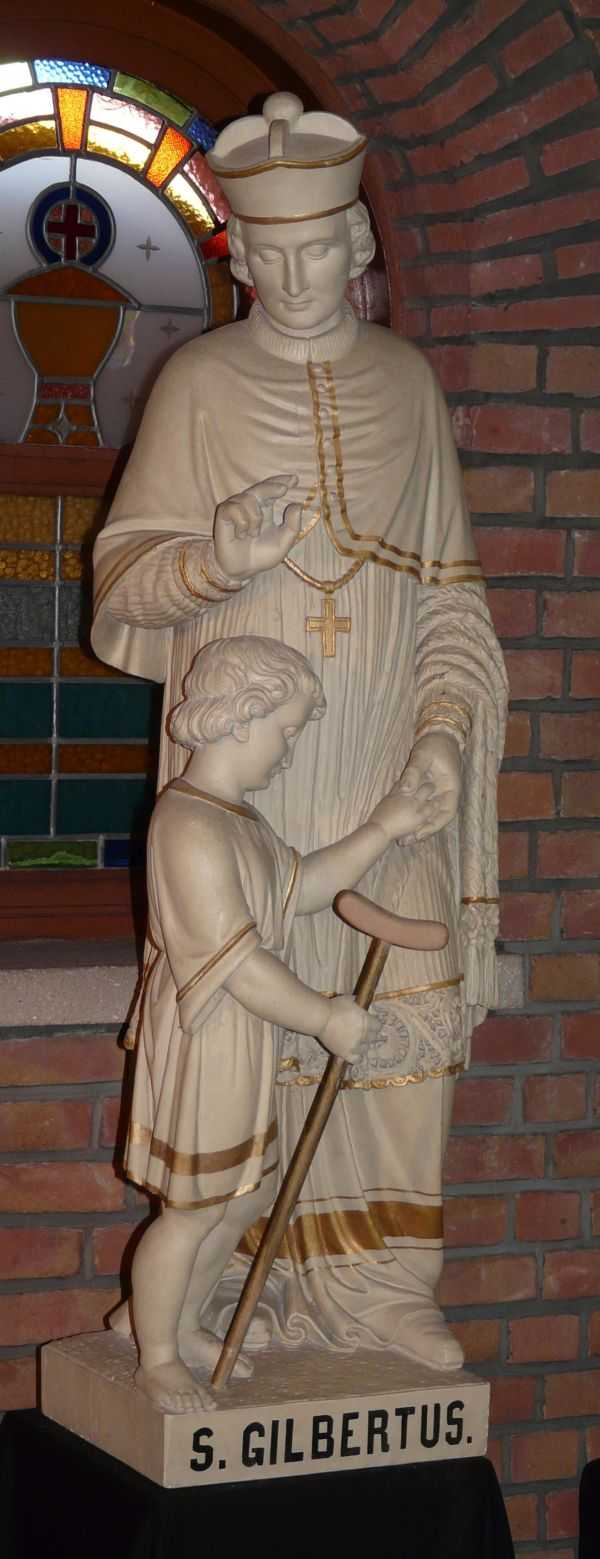
Sculture à Essen (Belgique), XIX.

Gilbert est né à Sempringham entre Bourne et Heckington, aux confins des marais du Lincolnshire en 1083 ou quelques années plus tard. Son père, Jocelin, est un riche chevalier normand qui possède des terres dans le Lincolnshire ; sa mère, dont le nom est inconnu, est une Anglaise d'humble origine. Souffreteux et difforme, il n’est pas destiné à une carrière militaire, voire à une carrière de chevalier, mais il est envoyé en France pour y étudier. Après avoir passé quelque temps à l'étranger, où il enseigne, il retourne encore jeune homme dans son Lincolnshire natal. Il est présenté aux paroisses de Sempringham et de Tirington, dont son père est seigneur. Peu de temps après, il se présente lui-même au palais de Robert Blouet, évêque de Lincoln, où il devient secrétaire. En 1123, Robert est remplacé par Alexandre, qui retient Gilbert à son service pendant huit années, et, le faisant son confesseur, l'évêque Alexandre l'ordonne diacre, puis prêtre, en grande partie contre sa volonté de rester un simple chrétien comme le rappelle son hagiographie. 
Les revenus de Sempringham suffisant à ses besoins à la cour de l'évêque, il consacre aux pauvres ceux de Tirington. Quand on lui offre l'archidiaconat de Lincoln il le refuse, disant qu'il ne connaît pas de voie plus certaine vers la perdition. En 1131, il retourne à Sempringham et, son père étant mort, devient seigneur du château et des terres. C'est cette même année qu'il fonde son premier monastère. Il construit à Sempringham, avec l'aide d'Alexandre, un cloître pour des religieuses, au nord de l'église Saint-André. Il y adjoint bientôt une communauté de converses, puis une communauté de convers.
Vers 1139, un deuxième monastère voit le jour, dans l’île de Haverholm. En 1148, Gilbert se rend au chapitre général de Cîteaux, en Bourgogne, pour demander l'intégration de ses monastères dans l'ordre cistercien. Les abbés refusent. Gilbert fonde alors son ordre propre qui, à sa mort, compte treize monastères, dont neuf monastères doubles, c’est-à-dire accueillant séparément des hommes et des femmes.
En 1165, Gilbert est emprisonné pour son soutien manifesté à l'archevêque de Canterbury Thomas Becket. Menacé d’une sentence d’exil, il est finalement gracié par Henri II. En 1170 il doit faire face à une révolte de 90 de ses convers, et reçoit en cette occasion le soutien du pape Alexandre III. Devenu aveugle, il doit renoncer à gouverner son ordre. Il meurt centenaire à Sempringham, en 1189.
Il est une des rares personnalités du XIIe siècle qui a pu fêter son centenaire, selon Michel Pastoureau. Il est vrai que les dignitaires religieux avaient en ce temps une durée de vie optimale de 70 ans, alors que la gent des rois et princes approchait 60 ans. Son contemporain, le pape Lucius III, régnant de 1181 à 1185, a vécu 90 années. Sur 1 000 enfants, les historiens médiévistes et démographes estiment que seulement 40 pouvaient atteindre 75 ans, en bénéficiant de bonnes conditions d'existence.

## Culte

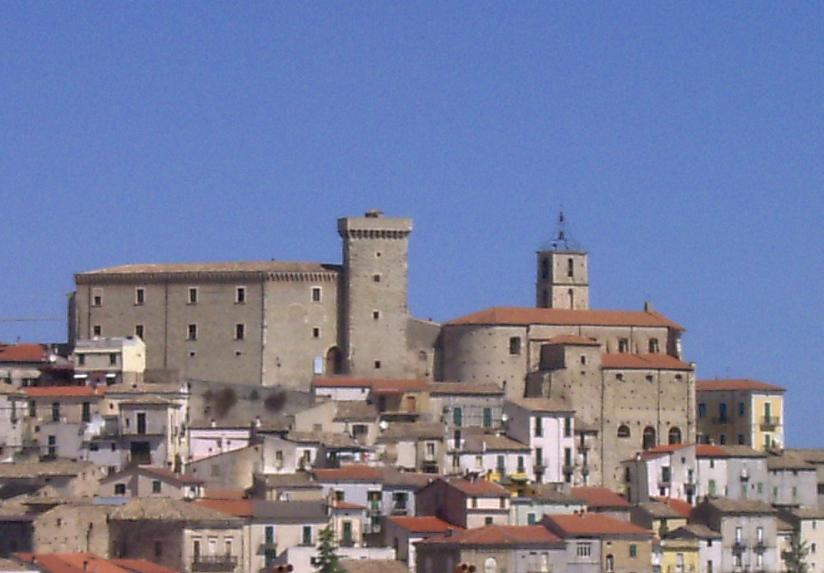
Église de Casoli, contenant les reliques du Saint.

Il est canonisé le 30 janvier 1202 par le pape Innocent III, et fêté le 4 février.